# Karuje
Karuje (pers. كارويه) – miejscowość w Iranie, w ostanie Isfahan. W 2006 roku  liczyła 1096 mieszkańców w 281 rodzinach.